# Tom Rutland
Thomas William Rutland (né en février 1992) est un homme politique britannique du Parti travailliste qui est député d'East Worthing et Shoreham depuis juillet 2024.

## Biographie
Rutland fait ses études à la Skinners' School de Tunbridge Wells et obtient son diplôme en philosophie, politique et économie (PPE) au Jesus College d'Oxford en 2013,. Il est président de la salle commune junior du Jesus College, puis président de l'Oxford University Student Union de 2013 à 2014,.
Il travaille comme attaché de presse pour la Financial Conduct Authority, l'Imperial College de Londres et le syndicat Prospect.
Il est conseiller du quartier de Streatham Common et Vale au sein du Conseil d'arrondissement de Lambeth à Londres de 2022 à 2024. En 2024, il est élu député de East Worthing et Shoreham avec 22,120 voix (45.1%) et une majorité de 9 519 voix, devant le candidat conservateur.